# Gelo XIII
Gelo XIII é a forma de prótons ordenados do gelo V. Foi relatado pela primeira vez em 2006. Pode ser formado pela dopagem do gelo V com ácido clorídrico a molaridade de 10 mM, a temperaturas abaixo de 130 K e a pressão de 500 MPa.